# NGC 1256
NGC 1256 este o galaxie lenticulară situată în constelația Eridanul. A fost descoperită în 13 noiembrie 1835 de către John Herschel.